# 14902 Miyairi
14902 Miyairi (1993 BE2) là một tiểu hành tinh vành đai chính được phát hiện ngày 17 tháng 1 năm 1993 bởi Yoshio Kushida và Osamu Muramatsu ở đài thiên văn Nam Yatsugatake.